# Stomaphis bratislavensis
Stomaphis bratislavensis är en insektsart som beskrevs av Czylok och Frederick Frost Blackman 1991. Stomaphis bratislavensis ingår i släktet Stomaphis och familjen långrörsbladlöss. Inga underarter finns listade i Catalogue of Life.